# 독립문로
독립문로(Dongnimmun-ro)은 서울특별시 서대문구에 잇는 도로이다. 도로의 총 길이는 689m이고, 왕복 2차선 도로이다.

## 노선 경로
- 경기대로 직결 / 독립문로14길, 통일로9길
- 독립문공원길 직결 / 국도 제46호선 (성산로)

## 주요 건물 및 시설
- 독립문삼호아파트 - 서울특별시 서대문구 독립문로 10
- 서울서대문경찰서 충정로지구대 - 서울특별시 서대문구 독립문로 25-1
- 대한안경사협회 - 서울특별시 서대문구 독립문로 28
- 동명여자중학교 - 서울특별시 서대문구 독립문로 49
- 농민신문 - 서울특별시 서대문구 독립문로 59

## 같이 보기
- 독립문